# Cryptophagus pubescens
Cryptophagus pubescens là một loài bọ cánh cứng trong họ Cryptophagidae. Loài này được Sturm miêu tả khoa học năm 1845.